# Andrei Igorewitsch Kumanzow
Andrei Igorewitsch Kumanzow (russisch Андрей Игоревич Куманцов, englisch Andrey Igoryevich Kumantsov; * 4. August 1986) ist ein ehemaliger russischer Tennisspieler.

## Karriere
Seit 2005 spielte Kumanzow Turniere auf der ITF Future Tour. Bis Ende 2009 erreichte er dort fünf Finals, konnte aber keines davon gewinnen. Drei der Finals erreichte er 2009, sodass er in diesem Jahr auch erstmals Turniere der ATP Challenger Tour spielen konnte. In Chanty-Mansijsk und Taschkent konnte er auf dieser erstmals Viertelfinals erreichen. Das Jahr schloss er erstmals in den Top 400 auf Platz 332 ab. Im Doppel konnte er bis zu dem Zeitpunkt acht Futures gewinnen und schloss das Jahr auf Rang 314 der Weltrangliste ab. 2010 konnte er nach einem ähnlichen Turnierabschneiden im August und September sein Karrierehoch von Rang 261 im Einzel und Rang 237 im Doppel erreichen.
2011 gelang dem Russen in Marseille die erfolgreiche Qualifikation zu einem Turnier der ATP World Tour. Im Hauptfeld unterlag er Nicolas Mahut deutlich. Trotz zweier Future-Titel verlor er bis zum Jahresende an Boden in der Rangliste. 2012 spielte er sich in sein zweites und letztes ATP-Hauptfeld. In St. Petersburg verlor er gegen Jürgen Zopp in zwei Sätzen. Ab April 2013 spielte er keine Turniere mehr und fiel aus dem Ranking. In seiner Karriere gewann er vier Einzel- und zwölf Doppeltitel auf der Future Tour.
Im Juni 2014 gab die Tennis Integrity Unit in einem Statement bekannt, dass Andrei Kumanzow mit sofortiger Wirkung lebenslang für Profiturniere gesperrt wird. Grund hierfür seien Fälle von Spielmanipulationen in den Jahren 2010 bis 2013.